# Джеймі Мюррей
Джеймі Еріка Мюррей (англ. Jaime Erica Murray; нар. 1976) — англійська акторка. Насамперед відома завдяки ролям Стейсі Монро у серіалі «Віртуози» (2004—2012), Ліли Вест у серіалі «Декстер» (2007), Ґаї у мінісеріалі «Спартак: Боги арени» (2011), Олівії Чарльз у серіалі «Двійник» (2011—2012), Гелени Ґ. Веллс у серіалі «Сховище 13» (2010—2014), Стагми Тарр у серіалі «Виклик» (2013—2015), Фіони/Темної Феї у «Якось у казці» (2016—2017), Антонетт у серіалі «Первородні» (2018) та Нісси аль Ґуль у серіалі «Ґотем».

## Біографія
Народилася 21 липня 1976 року в Гаммерсміт, Лондон, Англія, у сім'і Елейн та Біллі Мюррей. Якраз перед складанням іспиту Рівня А, у Мюррей діагностували дислексію. Протягом короткого часу вивчала філософію та психологію у Лондонській школі економіки та політичних наук, який кинула на користь Лондонського центру драми, який закінчила 2000 року.
Першою роллю Мюррей стало мімікування слів пісні у відеокліпі «I'm Alive» дуету Stretch & Vern. Одні з перших її появ на телебаченні стали другорядні гостьові ролі у таких серіалах як: «Катастрофа», «Суто англійське вбивство», «Любовний суп», «Перекази Шекспіра. Приборкання норовливої».
Мюррей виконала роль Стейсі Монро у перших чотирьох сезонах серіалу «Віртуози» та повторно зіграла свою роль вже у восьмому сезоні.
Переїхавши до Лос-Анджелесу, Мюррей зіграла роль Ліли Вест, головного антагоніста другого сезону, у серіалі «Декстер». 2008 року акторка долучилась до акторського складу серіалу «Валентайн», виконавши роль Ґрейс Валентайн. 2010 року Мюррей закінчила зйомки у фільмі «Короткий метр» та почала зйомки у фільмі «The Rapture». Цього ж року з'явилася у фільмі жахів під назвою «Диявольські ігри» та виконала роль Гелени Ґ. Веллс у серіалі «Сховище 13».
Мюррей також виконала гостьову роль у серіалі «Шукач», де втілилася у координатора наркотиків. Також з'явилася у мінісеріалі «Спартак: Боги арени», де зіграла роль Ґаї, давньої подруги Лукреції. 2009 року виконала гостьову роль агентки Джулії Фостер-Єйтс у серіалі «NCIS».
Разом із Люсі Ловлес, Марком Лінсенмаєром та Вес Альван взяла участь у філософському подкасті «Partially Examined Life», зігравши роль у п'єсі Сартра «За зачиненими дверима».
У 2013—2015 роках грала роль Стагми Тарр у серіалі «Виклик». Також періодично з'являлася у ролі Темної Феї у «Якось у казці» (2016—2017). Крім того, зіграла роль Антонетт у серіалі «Первородні» (2018). Також з'явилася у п'ятому завершальному сезоні серіалу «Ґотем», де зіграла роль Нісси аль Ґуль.
Мюррей також працювала як модель у рекламі одягу для торговельного центру «Debenhams». Має контракт з модельним агентством Models 1 і з'явилася на обкладинках таких журналів як «GQ», «Mayfair», «FHM», «Hello!», «Cosmopolitan» та «OK!».
У травні 2014 року вийшла заміж за Берні Кегілла.